# Palácio dos Biscainhos
Nota linguística: Embora a ortografia Biscaínhos seja frequente, ela está errada. Em português o i nunca carece de diacrítico quando precede o grupo nh, tal como em rainha, linha, tainha ou fuinha. Grafe-se portanto correctamente Palácio dos Biscainhos..

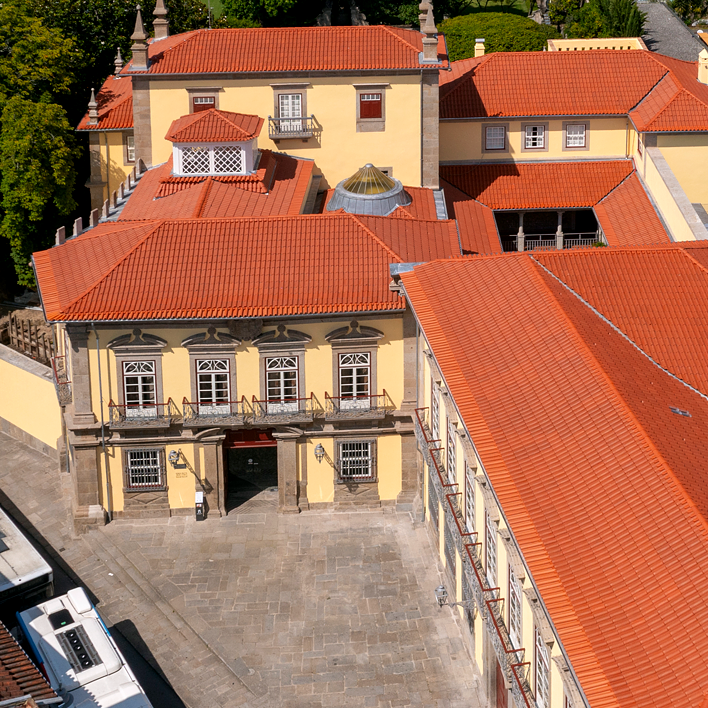
Palácio dos Biscainhos, Braga.

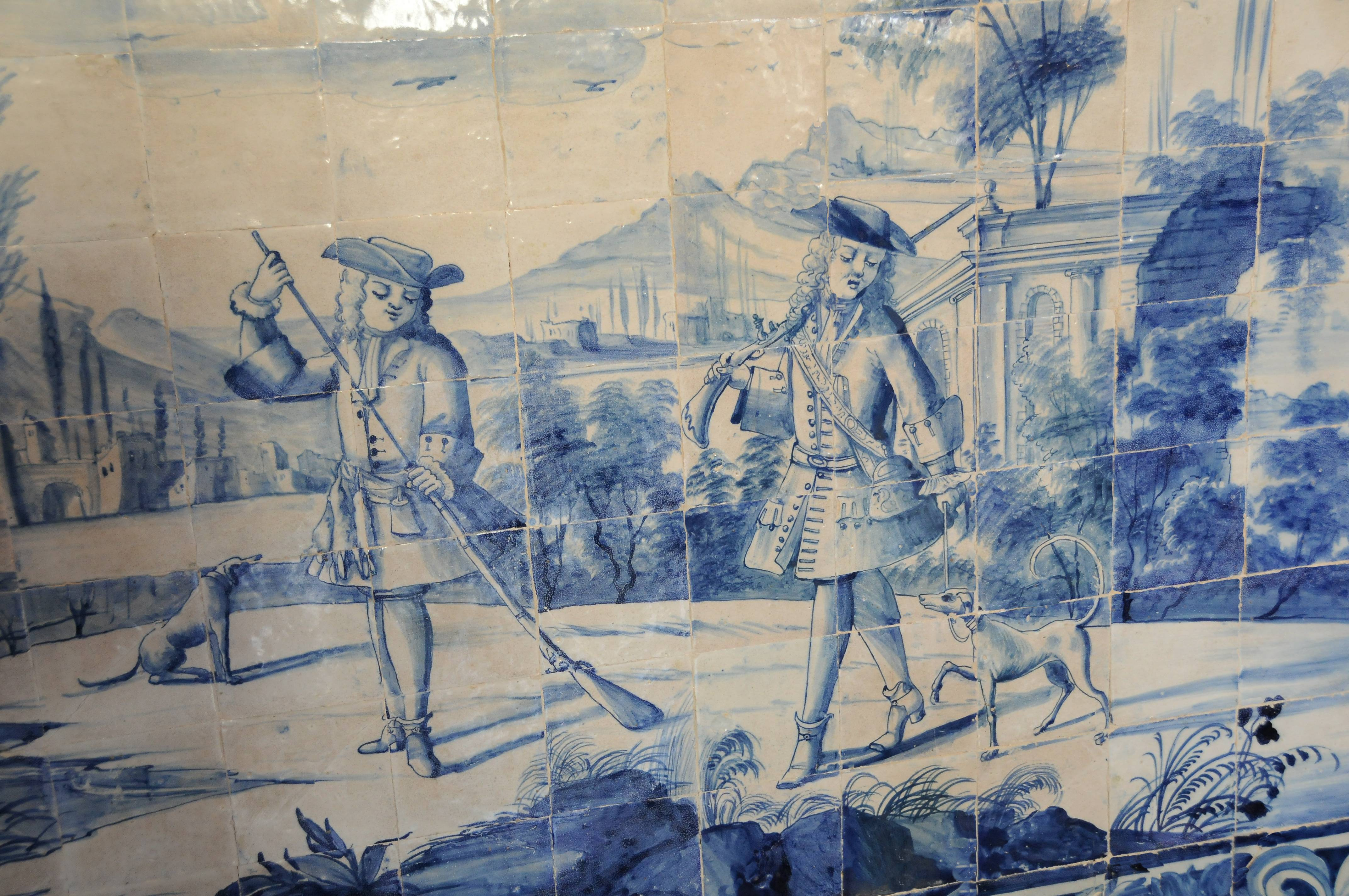
Palácio dos Biscainhos: azulejos.

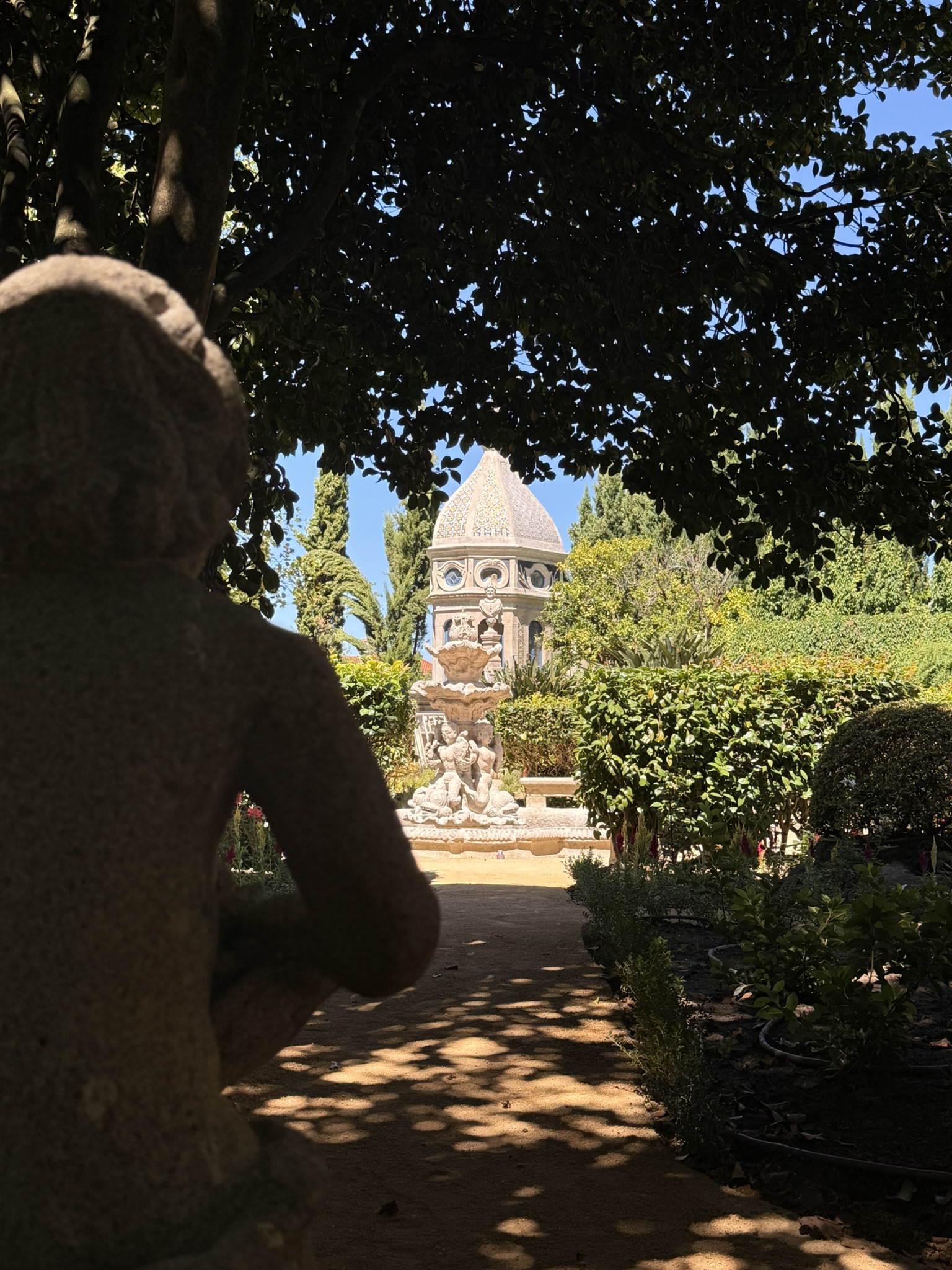
Palácio dos Biscainhos: jardim formal/ Detalhe Fonte dos Tritões e Pavilhão de Jardim

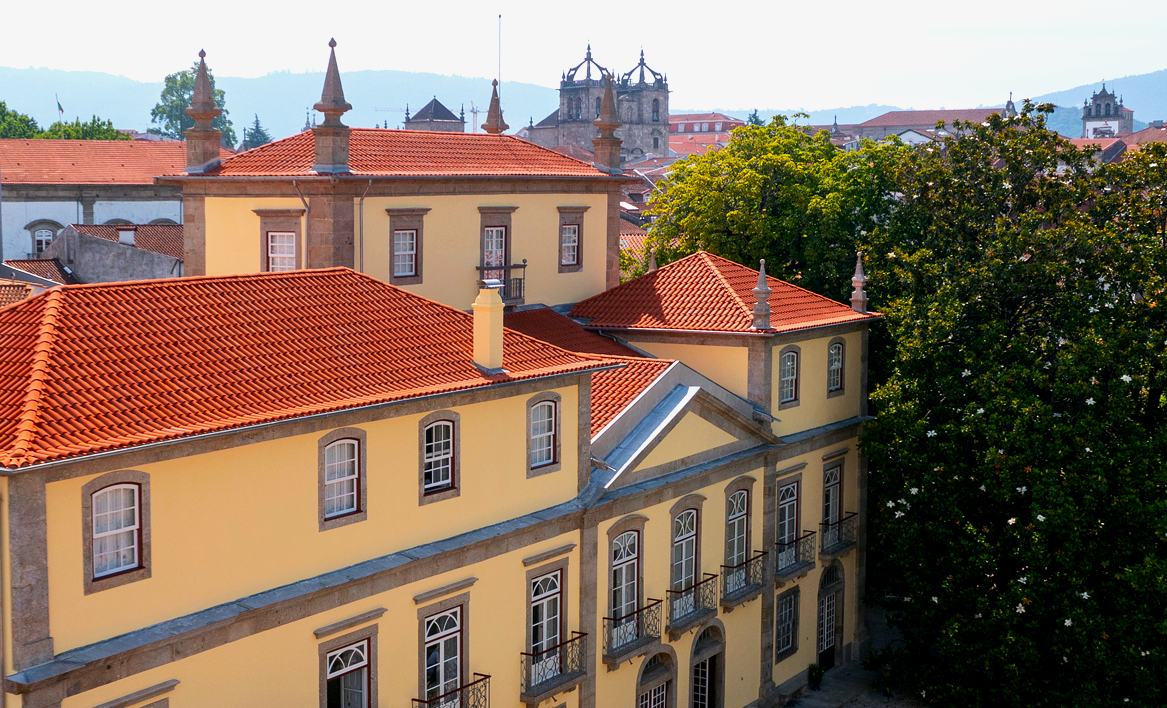
Fachada Poente do Palácio dos Biscainhos

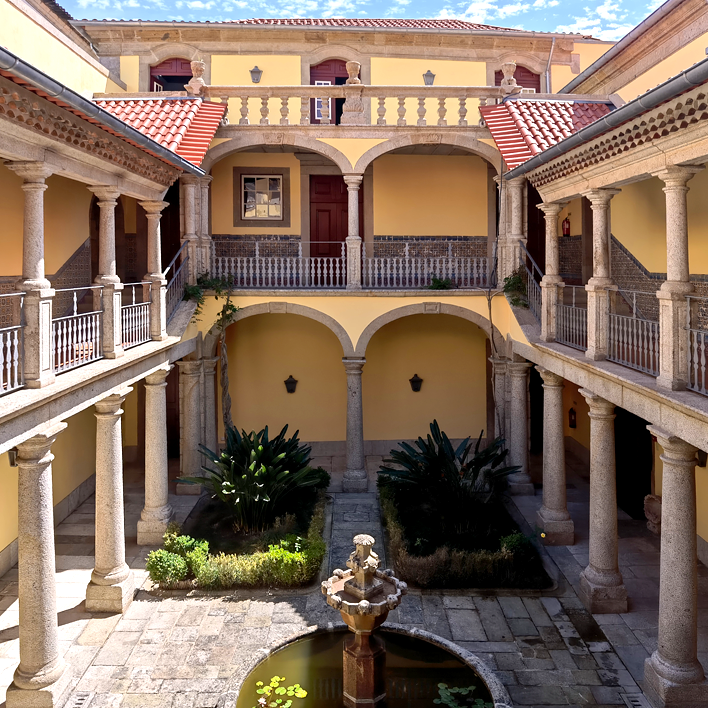
Pátio- Jardim Interior do Palácio dos Biscainhos, Braga

O Palácio dos Biscainhos, também referido como Casa dos Biscaínhos, localiza-se na cidade de Braga, em Portugal, sendo uma casa senhorial com três séculos de história, classificada como Imóvel de Interesse Público desde 1949.
Nele se encontra instalado o Museu dos Biscaínhos.

## História
O Palácio herda o seu nome da rua onde se encontra inserido (Rua dos Biscainhos), cuja denominação deriva de uma alusão aos "biscainhos" (trabalhadores vindos da província espanhola de Biscaia), que aí se terão instalado, no século XVI, para trabalharem na valorização urbanística de Braga, nomeadamente na sua catedral, por ordem do arcebispo D. Diogo de Sousa.  
Edificado no início do século XVII, ampliado e remodelado ao longo dos dois séculos seguintes, o Palácio dos Biscainhos foi, durante esse período, propriedade e casa de habitação de uma família nobre.
Inicialmente mandado construir pelo Dr. Constantino Ribeiro do Lago, personalidade ilustre da cidade de Braga, para aí residir com a sua família, será o seu filho Francisco Pereira da Silva, Deão do Cabido da Sé de Braga, o responsável pela ampliação e remodelação do edifício, tendo para esse efeito contratando, no ano de 1712, Manuel Fernandes da Silva, um dos mais qualificados arquitetos a trabalhar em Braga nessa época.
O Palácio dos Biscainhos foi, no século XIX, propriedade do Conde de Bertiandos. D. Maria da Conceição Eugénia, filha da 2ª Condessa de Bertiandos, casa-se com o 2º Visconde de Paço de Nespereira, que foi Governador Civil de Braga, e deste matrimónio nasce D. Gaspar Lobo Machado do Amaral Cardoso de Menezes, 3º Visconde de Paço de Nespereira, último proprietário da Casa dos Biscainhos.
Pouco antes da sua morte, em 1963, o 3º Visconde de Paço de Nespereira decidiu vender o imóvel à Junta Distrital de Braga, que o adquiriu com o propósito de aí instalar um museu. O projeto viria a concretizar-se em 1978, ficando, no entanto, algumas salas da ala nascente reservadas para a Assembleia Distrital. Estas salas estiveram sob a tutela do Município de Braga até 2022, tendo então passado para a alçada do Museu, que assim passa a deter a gerência de todo o edifício.
Em outubro de 2020, foi anunciado que o museu seria alvo de obras de conservação e restauro orçadas em 700 mil euros, tendo esta empreitada iniciado em janeiro de 2022 e terminado em abril de 2023,  incidindo nas coberturas, vãos e arranjos exteriores.
Em novembro de 2021, anunciou-se um investimento total de 1,3 milhões de euros, que prevê, a melhoria das condições de acessibilidade, e a instalação de rede ‘wifi’ . Incluem ainda a beneficiação de coberturas e de sistemas de drenagem pluvial, assim como o restauro e a conservação do Jardim Histórico. A intervenção da  no Jardim histórico iniciou-se dezembro de 2023, o termo, previsto  para o final de 2024.
O museu esteve tutelado pela Direção Regional de Cultura do Norte até 31 de dezembro de 2023, passando a 1 de janeiro de 2024 pela Monumentos de Portugal, E.P.E]

## Características

### Palácio
A Casa dos Biscainhos situa-se fora do perímetro das muralhas medievais da cidade, o que leva a supor que terá sido em tempos um aprazível local, longe do ruído e da confusão urbana.
De acordo com o que era habitual na época, o Palácio] organiza-se em dois níveis. O primeiro corresponde ao piso térreo, onde se inserem os compartimentos de serventia: átrio, cavalariça, cozinha, despensas, cómodos dos criados e arrumos diversos. Destaca-se, no átrio de entrada, o pavimento de lajeado granítico, geometricamente sulcado, para permitir o acesso a cavalos e carruagens. Cinco figuras escultóricas designadas de "figuras de convite" rececionam os visitantes da casa, num estilo tipicamente barroco. O segundo nível é o andar nobre da habitação. A ele acedemos através de uma monumental escadaria ladeada de um painel de azulejos oitocentistas. Nele encontramos os espaços de habitabilidade e socialização, amplos salões adornados com tetos luxuosos: salas de receção, de convívio, aposentos, sala de jantar e espaços de oração. O salão nobre, expoente máximo da grandiosidade da casa, reúne os elementos que caracterizam o Barroco: A azulejaria, a talha e a pintura, materializada num magnífico teto em abóbada cuja pintura é atribuída ao pintor portuense Manuel Furtado de Mendonça e data de 1724.

### Jardim
À semelhança do edifício, também o Jardim dos Biscainhos revela uma forte influência barroca, sendo considerado um dos mais expressivos testemunhos do jardim barroco em Portugal. O espaço, de aproximadamente um hectare, apresenta-se como um refúgio de tranquilidade em pleno centro da cidade de Braga. 
Está genericamente dividido em três patamares: Terreiro, Jardim Formal e Pomar e Hortas. 
O Jardim Formal apresenta um traçado labiríntico de canteiros de buxo, embelezado por portões ornamentais, fontes de repuxo, muretes ornados por painéis de azulejos, uma grande diversidade de elementos arquitetónicos e escultóricos, e duas monumentais casas de fresco compostas por japoneiras oitocentistas (Camellia japonica). 
A destacar-se temos um majestoso tulipeiro da Virgínia (Liriodendron tulipifera L.) que terá sido plantado no reinado de D. João V. Esta magnífica árvore foi classificada como de Interesse Público em 2010 e conquistou, em 2021, o 8º lugar no concurso ‘Tree of the Year 2021’.
Em 2020, é atribuído aos Jardins dos Biscainhos o Selo de Qualidade de Jardim Histórico, passando dessa forma a integrar a “Rota dos Jardins Históricos do Baixo Minho”.

## O Museu dos Biscainhos
Trata-se de museu público, inaugurado a 11 de fevereiro de 1978, tutelado pela entidade pública Museus e Monumentos de Portugal, E.P.E].
O conteúdo temático do Museu apresenta-se como uma abordagem dos Séculos XVII a XIX, revelando-nos o quotidiano e a privacidade doméstica de uma casa senhorial urbana.
A exposição permanente permite uma observação contextualizado de peças de artes decorativas (Mobiliário, Ourivesaria, Cerâmicas, Vidros, Têxteis etc.), instrumentos musicais e meios de transporte. O acervo integra ainda Pintura, Escultura, Desenho e Gravura.

### Número de visitantes
Em 2023 o museu foi visitado por 54.328 turistas.